# Robert Merle d'Aubigné
Pour les autres membres de la famille, voir Famille Merle d'Aubigné.
 (juin 2024).
Si vous disposez d'ouvrages ou d'articles de référence ou si vous connaissez des sites web de qualité traitant du thème abordé ici, merci de compléter l'article en donnant les références utiles à sa vérifiabilité et en les liant à la section « Notes et références ».
Robert-Aimé Merle d'Aubigné (23 juillet 1900, Neuilly-sur-Seine - 11 octobre 1989, Achères-la-Forêt), est un médecin français.

## Biographie
Fils de Francis Charles Merle d'Aubigné (1861-1948), président du Consistoire de l'Église réformée de Paris, il suit des études de médecine et devient chirurgien orthopédiste français, spécialiste de chirurgie réparatrice.
Il est l'un des fondateurs du Groupe de haute montagne du Club alpin français et membre d'honneur de la Compagnie des guides de Chamonix. 
Membre de l'Académie de médecine (1965) et de l'Académie nationale de chirurgie, il devient membre de l'Académie des sciences en 1966 (section de médecine et chirurgie, puis section de biologie humaine et sciences médicales) et président de la Société française de chirurgie orthopédique et traumatologique.
Il épouse Anna de Gunzburg (petite-fille de Horace Günzburg), puis Christine Maroger (nièce de Jacques Maroger).

## Décorations
- Grand officier de la Légion d'honneur
- Grand-croix de l'Ordre national du Mérite
- Croix de guerre 1939-1945
- Docteur honoris causa de l'université de Valence (1987)
- Médaille internationale de chirurgie (1982)